# Sänger (Familienname)
Sänger oder Saenger ist ein deutscher Familienname.

## Varianten
- Senger, Singer

## Namensträger
- Adolf Saenger (1884–1961), deutscher Künstler
- Alfred Saenger (1860–1921), deutscher Mediziner
- Alwin Saenger (1881–1929), deutscher Jurist und Politiker (SPD)
- Bertrand Sänger (1861–1938), deutscher Komponist und Kapellmeister
- Berndt von Saenger (1891–1978), Gutspächster und Abgeordneter der deutschen Minderheit im polnischen Sejm
- Björn Sänger (* 1975), deutscher Politiker (FDP)
- Carl von Saenger (1810–1871), deutscher Rittergutsbesitzer und Politiker, MdR
- Carl Saenger (1860–1901), deutscher Theologe und Politiker
- Carsten Sänger (* 1962), deutscher Fußballspieler
- Christian Heinrich Sänger (1728–1808), sächsischer Generalleutnant
- Christof Sänger (* 1962), deutscher Pianist und Komponist
- Dieter Sänger (* 1949), deutscher Theologe
- Eduard Saenger (1880–1948), deutscher Journalist, Lyriker, Essayist und Übersetzer
- Ernst Sänger (1850–1911), Schweizer Ingenieur
- Eugen Sänger (1905–1964), österreichischer Raumfahrtwissenschaftler
- Frank Sänger (* 1969), deutscher Fußballspieler
- Fritz Sänger (1901–1984), deutscher Journalist und Politiker (SPD)
- Georg Saenger (1858–1934), deutscher Generalleutnant
- Georg Eduard von Saenger (1809–1875), russischer Generalmajor
- Grigorij Saenger (1853–1919), russischer Hochschullehrer, Minister und Senator
- Hartmut Saenger (1940–2013), deutscher Politiker (CDU) und Vertriebenenfunktionär
- Heinz Ludwig Sänger (1928–2010), deutscher Biologe
- Ingo Saenger (* 1961), deutscher Jurist und Hochschullehrer
- Irene Sänger (* 1963), deutsche Schlagersängerin, siehe Gilda (deutsche Sängerin)
- Irene Sänger-Bredt (1911–1983), deutsche Physikerin
- Jacob Sänger (Büchsenmacher) (auch Jakob Senger; 1768–1835), deutscher Büchsenmacher
- Jacob Saenger (Verleger), deutscher Verleger
- Jacob Sänger (Rabbiner) (Jacob Hirsch Sänger; 1878–1938), deutscher Rabbiner
- Joseph Ignaz Anton von Saenger (1805–1875), preußischer Generalmajor
- Julian Henri Saenger (1873–1932), US-amerikanischer Filmtheaterunternehmer
- Karin Sänger (* 1958), deutsche Fußballspielerin
- Karl Saenger (1860–1901), deutscher Pfarrer, MdL Preußen
- Karl Peter Sänger (1939–2019), österreichischer Entomologe und Hochschullehrer
- Konrad Saenger (1869–1945), deutscher Statistiker
- Kurt Werner Sänger (* 1950), deutscher Dichter
- Lars Sänger (* 1979), deutscher Journalist
- Löw Sänger (1781–1843), deutscher Chasan
- Max Sänger (1853–1903), deutscher Gynäkologe
- Monika Juliane Sänger (* 1951), deutsche Historikerin, siehe Monika Gibas
- Moritz Sänger (* 1987), deutscher Fotograf und Filmemacher
- Nora Sänger (* 1982), deutsche Musikerin
- Oscar Saenger (1868–1929), amerikanischer Gesangspädagoge
- Patrick Sänger (* 1979), österreichischer Althistoriker, Papyrologe und Epigraphiker
- Raymund Sänger (1895–1962), Schweizer Physiker
- Samuel Saenger (1864–1944), deutscher Diplomat
- Stefan Sänger (* 1959), deutscher Basketballspieler
- Sylvia Sänger, deutsche Gesundheitswissenschaftlerin und Hochschullehrerin
- Willi Sänger (1894–1944), deutscher Widerstandskämpfer
- Wolfram Saenger (* 1939), deutscher Kristallograph und Biochemiker